# Dekanat Rychnov nad Kněžnou
Dekanat Rychnov nad Kněžnou – jeden z 14 dekanatów diecezji hradeckiej w Czechach. Według stanu na styczeń 2016, w jego skład wchodziło 20 parafie. 

## Lista parafii
| Lp. | Miejscowość                  | Parafia                                        | Kościół                                                       |
| --- | ---------------------------- | ---------------------------------------------- | ------------------------------------------------------------- |
| 1   | Borohrádek                   | Parafia św. Michała Archanioła                 | Kościół św. Michała Archanioła w Borohrádku                   |
| 2   | Bystré v Orlických horách    | Parafia św. Bartłomieja Apostoła               | Kościół św. Bartłomieja Apostoła w Bystrém v Orlických horách |
| 3   | Častolovice                  | Parafia św. Wita, męczennika                   | Kościół św. Wita w Častolovicach                              |
| 4   | Černíkovice                  | Parafia Podwyższenia Krzyża Świętego           | Kościół Podwyższenia Krzyża Świętego w Černíkovicach          |
| 5   | České Meziříčí               | Parafia św. Katarzyny, dziewicy i męczennicy   | Kościół św. Katarzyny w Českém Meziříčí                       |
| 6   | Deštné v Orlických horách    | Parafia św. Marii Magdaleny                    | Kościół św. Marii Magdaleny w Deštném v Orlických horách      |
| 7   | Dobruška                     | Parafia św. Wacława, męczennika                | Kościół św. Wacława w Dobrušce                                |
| 8   | Kostelec nad Orlicí          | Parafia św. Jerzego, męczennika                | Kościół św. Jerzego w Kostelcu nad Orlicí                     |
| 9   | Lično                        | Parafia Zwiastowania Pańskiego                 | Kościół Zwiastowania Pańskiego w Ličnie                       |
| 10  | Neratov                      | Parafia Wniebowzięcia Najświętszej Maryi Panny | Kościół Wniebowzięcia Najświętszej Maryi Panny w Neratovie    |
| 11  | Opočno                       | Parafia Trójcy Przenajświętszej                | Kościół Trójcy Przenajświętszej w Opočnie                     |
| 12  | Přepychy                     | Parafia św. Prokopa Opata                      | Kościół św. Prokopa Opata w Přepychach                        |
| 13  | Rokytnice v Orlických horách | Parafia Wszystkich Świętych                    | Kościół Wszystkich Świętych w Rokytnicy v Orlických horách    |
| 14  | Rybná nad Zdobnicí           | Parafia św. Jakuba Starszego Apostoła          | Kościół św. Jakuba Starszego Apostoła w Rybnej nad Zdobnicí   |
| 15  | Rychnov nad Kněžnou          | Parafia św. Pawła Opata                        | Kościół św. Pawła Opata w Rychnovie nad Kněžnou               |
| 16  | Slatina nad Zdobnicí         | Parafia Przemienienia Pańskiego                | Kościół Przemienienia Pańskiego w Slatinie nad Zdobnicí       |
| 17  | Solnice                      | Parafia Męczeństwa św. Jana Chrzciciela        | Kościół Męczeństwa św. Jana Chrzciciela w Solnicy             |
| 18  | Týniště nad Orlicí           | Parafia św. Mikołaja, biskupa                  | Kościół św. Mikołaja w Týništiu nad Orlicí                    |
| 19  | Vamberk                      | Parafia św. Prokopa Opata                      | Kościół św. Prokopa Opata w Vamberku                          |
| 20  | Voděrady                     | Parafia Świętych Apostołów Piotra i Pawła      | Kościół Świętych Apostołów Piotra i Pawła w Voděradach        |